# 납세자 식별번호
납세자 식별번호(영어: Taxpayer Identification Number, TIN)는 미국 국세청(IRS)이 세무관련 법들을 집행하는 데 사용하는 식별번호이다. 미국 사회보장국(Social Security Administration, SSA) 혹은 국세청(IRS)에서 발행한다. 현행 총 5 가지 종류의 납세자 식별번호가 있으며, 이는 각각 사회보장번호 (SSN), 고용주 식별번호 (EIN), 개인납세자 식별번호 (ITIN), 미국 내 입양을 위한 납세자 식별번호 (ATIN), 세금보고 대행인 식별번호 (PTIN)이다.

## 고용주 식별번호 (EIN)
고용주 식별번호 (Employer Identification Number; 약자로 EIN)는 국세청(IRS)에서 발행되는 번호로서,‘연방 세무 식별번호’ (federal tax identification number) 라고도 불리며, 사업체를 식별하는 번호이다.

## 개인납세자 식별번호 (ITIN)
ITIN, 즉 개인납세자 식별번호(Individual Taxpayer Identification Number; 약자로 ITIN)는 사회보장번호(SSN)를 받을 수 없는 ‘비거주 외국인’, ‘거주 외국인’ 및 그들의 배우자와 부양가족 중 일부에게 세금처리용으로 부여되는 번호이다. 이는 사회보장번호(SSN)와 유사한 형태로 된9자리 번호로서 (NNN-NN-NNNN), 첫 숫자는 9입니다. 국세청(IRS)에서 발행된다.

## 미국 내 입양을 위한 납세자 식별번호 (ATIN)
입양 납세자 식별번호 (Adoption Taxpayer Identification Number (ATIN))는 미국 시민이나 거주외국인인 아이를 입양하기 위해 합법적인 절차를 밟고 있는 사람이 그 아이에 대한 사회보장번호(SSN)를 세금보고서 제출 시기에 맞추어 미처 발급받지 못하는 경우에, 국세청(IRS)이 임시로 발급하는 9자리 번호이다. 국세청(IRS)에서 발행된다.

## 세금보고 대행인 식별번호 (PTIN)
보수를 받고 세금보고서를 작성해 주는 세금보고 대행인이 세금보고서를 대리로 작성할 경우, 유효한 ‘세금보고 대행인 식별번호’ (Preparer Tax Identification Number; PTIN)를 기입해야 한다. 이는 국세청(IRS)에서 발행되는 번호이다.